# خميرة الخباز

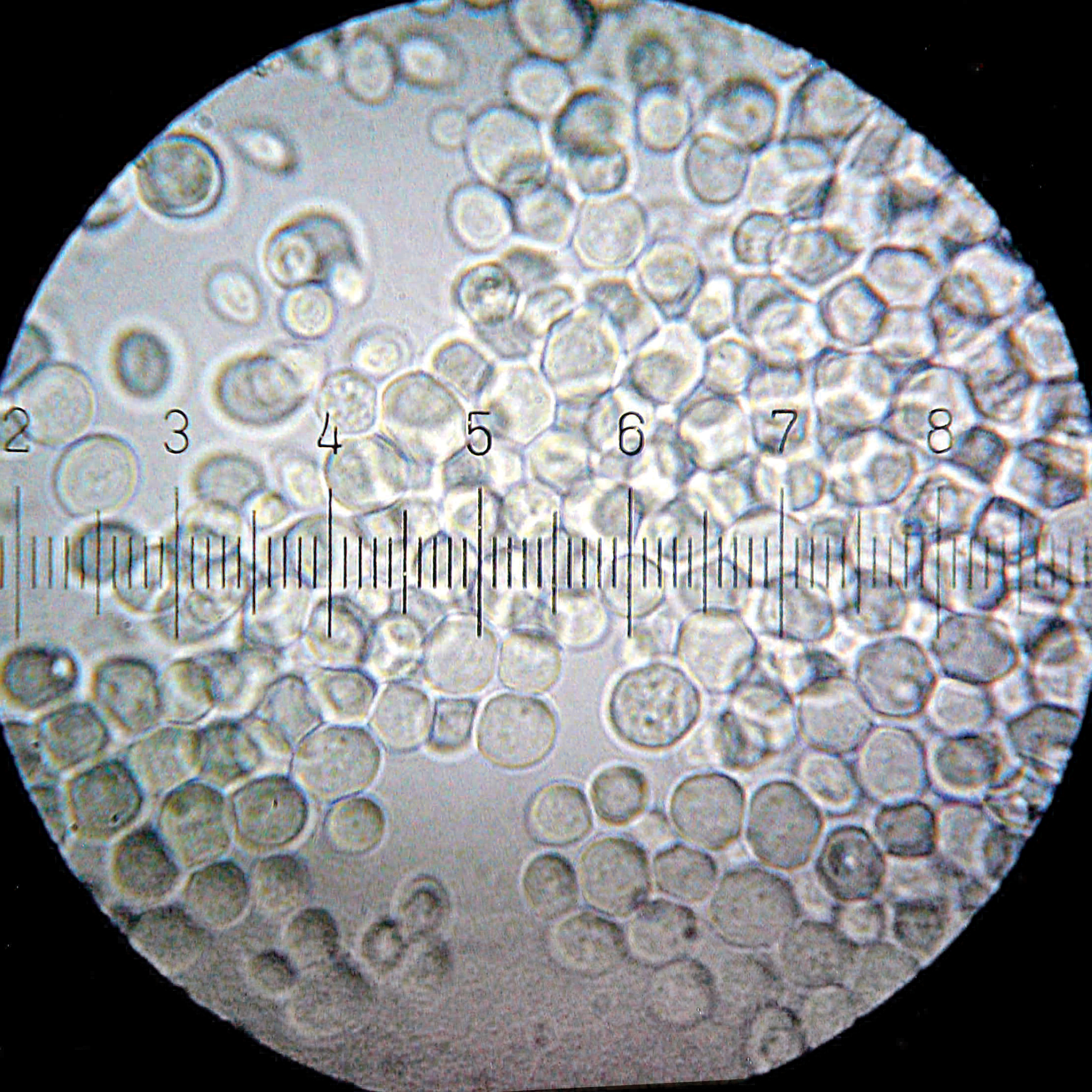
سايكرومايسز سيرفيسين، الخميرة التي تستخدم عمومًا لتخمير الخبز. علامات التدرج أو التسلسل، هي 1 ميكرومتر لكل جزء.

خميرة الخَبَّاز هي الاسم الشائع لسلالات الخميرة المستخدمة عمومًا في الخبز ومنتجات المخابز الأخرى، إذ تعمل بوصفها عامل تخمير يؤدي إلى ارتفاع شكل الرغيف أو الخبز (يتمدد ويصبح أخف وزنًا وأكثر نعومة) من طريق تحويل السكريات القابلة للتخمير الموجودة في العجين إلى ثاني أكسيد الكربون والإيثانول. خميرة الخباز هي من نوع خميرة الجعة، وهي أيضًا خميرة (ولكن سلالة مختلفة)، مثل النوع الذي يشيع استخدامه في التخمير الكحولي، الذي يسمى خميرة البيرة. خميرة الخباز هي أيضًا كائن حي دقيق وحيد الخلية موجود على جسم الإنسان وحوله.
استخدام البطاطس المقلية على البخار أو المسلوقة، وماء غليان البطاطس، أو السكر في عجين الخبز؛ كل هذا يوفر الغذاء لنمو الخميرة. ومع ذلك، فإن الكثير من السكر سوف يجفف الخميرة. يمنع نمو الخميرة كل من الملح والسكر، ولكن الملح أكثر تأثيرًا من السكر. تقول بعض المصادر إن الدهون مثل الزبدة والبيض تبطئ نمو الخميرة. يقول آخرون إن تأثير الدهون على العجين لا يزال غير واضح، ما يدل على أن الكميات الصغيرة من الدهون مفيدة لحجم الخبز المخبوز. سايكرومايسز اكسيجيوز (تُعرف أيضًا باسم اس ماينور) هي خميرة برية توجد في النباتات والحبوب والفواكه التي تُستخدم أحيانًا للخبز، ومع ذلك، لا تستخدم نقيةً، ولكنها تنتشر في بداية تخمير العجين.

## التاريخ

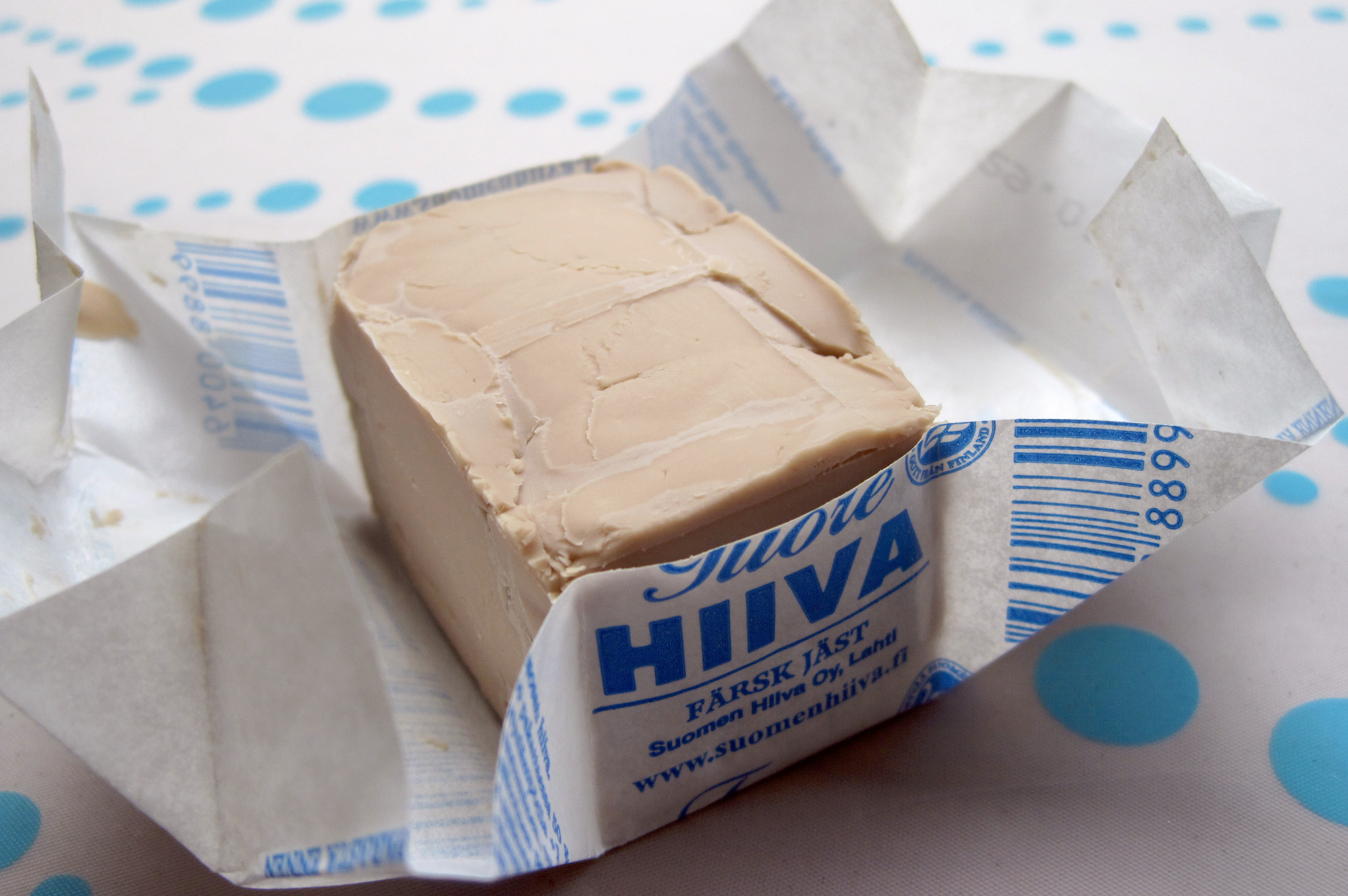
كتلة من الخميرة الطازجة المضغوطة في غلافها.

من غير المعروف متى استخدمت الخميرة أول مرة للخبز. أقدم الإحصائيات هي من مصر القديمة.  يتوقع الباحثون أن خليطًا من دقيق الطحين والماء قد ترك لفترة أطول من المعتاد في يوم دافئ، وأن الخميرة التي تحدث في الملوثات الطبيعية للدقيق تسببت في تخمره قبل الخبز. أُنتِج خبزٌ أخف وألذ من الخبز الصلب السابق. يُفترض عمومًا أن الأشكال الأولى للتخمير كانت على الأرجح مشابهة جدًا للعجين المخمر الحديث، اكتُشِف عمل الخميرة من طريق عملها على عجينة الخبز المسطح، وكان من الممكن زراعتها بنحو منفصل أو نقلها من حزمة إلى أخرى من طريق عجينة مختلطة سابقًا. أيضًا، يبدو أن تطوير الخبز المخمر قد تطور بالقرب من تطوير تخمير البيرة، يمكن أيضًا استخدام الباروم من عملية تخمير البيرة في صنع الخبز.
دون فهم علم الأحياء الدقيقة، لم يكن لدى الخبازين الأوائل سوى القليل من القدرة على التحكم المباشر في مزارع الخميرة، ولكنهم حافظوا على الثقافات المحلية المثيرة للاهتمام من طريق إعادة استخدام العجين والمقبلات لتخمير دفعات لاحقة من الخميرة. ومع ذلك، أصبح من الممكن عزل ونشر سلالات الخميرة المفضلة بطريقة صناعة البيرة نفسها، وأصبح من العملي في النهاية نشر الخميرة في ملاط بتركيبة مماثلة لنبتة البيرة، وتشتمل عادةً على الشعير المملح ودقيق القمح. أصبحت هذه الثقافات (التي يشار إليها أحيانًا في المطبخ الأمريكي القديم باسم «المفرغات» من أصولها، مثل ثمالة البيرة أو تخمير عصير التفاح) أسلاف خميرة الخباز الحديثة، إذ حافظوا عليها عمومًا بعناية لتجنب ما اكتُشِف لاحقًا أن تكون ملوثة جرثومية، متضمنةً استخدام المواد الحافظة، مثل الطفرات كما في غليان لمتوسط النمو.
في القرن التاسع عشر، حصل الخبازون على الخميرة من مصانع البيرة، وأدى ذلك إلى خبز مخمر حلو، مثل لفائف (كايزر-سيميل) الإمبراطورية، التي تفتقر عمومًا إلى الحموضة الناتجة عن التحميض النموذجي للاكتوباسيلوس. ومع ذلك، تحولت مصانع الجعة ببطء من خميرة التخمير العلوي إلى خميرة التخمير السفلي (سايكرومايسز باستوريونيس)، ما أدى إلى نقص الخميرة بسبب صنع الخبز، لذلك تطورت عملية فيينا في عام1846 . في حين يُنسب الفضل إلى الابتكار أحيانًا لاستخدام البخار في أفران الخبز، ما يؤدي إلى خاصية مختلفة للقشرة، فإن الجدير بالذكر أن تضمين إجراءات الطحن العالي للحبوب وتكسيرها تدريجيًا بدلًا من هرسها دفعة واحدة، إضافةً إلى عمليات أفضل لزراعة وحصاد الخمائر عالية التخمير، والمعروفة باسم خميرة الضغط.